# Pueraria
Pueraria DC. è un genere di piante della famiglia delle Fabacee, originario dell'Asia tropicale.

## Descrizione
Comprende piante rampicanti a foglie di color verde chiaro.
Tendono ad arrampicarsi lungo i tronchi di alberi da fusto. Crescono velocemente, avvolgendo i loro tralci attorno al fusto della pianta ospitante e, contemporaneamente, espandendosi lungo i suoi rami. Nel giro di qualche anno l'ospite è completamente coperto da un verde mantello di Pueraria dalla cima al piede e ne può morire per soffocamento.
I fusti contorti hanno vicino a terra lo spessore d'un pugno d'uomo, mentre al vertice, a 15-30 metri da terra, appaiono come pampini aerei oscillanti, coperti in estate di pannocchie di fiori rosso-violacei.

## Tassonomia
Il genere comprende le seguenti specie:
- Pueraria alopecuroides Craib
- Pueraria bella Prain
- Pueraria bouffordii H. Ohashi
- Pueraria calycina Franch.
- Pueraria candollei Benth.
- Pueraria edulis Pamp.
- Pueraria garhwalensis L.R.Dangwal & D.S.Rawat
- Pueraria grandiflora B.Pan bis & Bing Liu
- Pueraria imbricata Maesen
- Pueraria lacei Craib
- Pueraria maesenii Niyomdham
- Pueraria mirifica Airy Shaw & Suvat.
- Pueraria montana (Lour.) Merr. - kudzu
- Pueraria neocaledonica Harms
- Pueraria pulcherrima (Koord.) Koord.-Schum.
- Pueraria sikkimensis Prain
- Pueraria tuberosa (Willd.) DC.
- Pueraria xyzhuii H.Ohashi & Iokawa